# Kungsviken, Orusts kommun
Kungsviken är en ort vid viken med samma namn på norra Orust, mitt i ett gammalt kulturområde. Den klassades som småort av SCB 1995 och återigen från 2015. Kungsviken utpekas som ett kustsamhälle av stort kulturhistoriskt värde i kommunens kulturminnesvårdsprogram.

## Historik
Runt Kungsviken finns lämningar från stenåldern, vilket tyder på bosättning redan under forntiden. Här har alltid funnits gott om ek och fur vilket var en förutsättning för båtbyggeri. På 1800-talet gick man alltmer över från jordbruket till att bygga båtar. Antalet fiskebåtar som byggdes fördubblades under denna tidsperiod.
Kungsviken har en gammal båtbyggartradition. Enligt sägnen skall Olav Tryggvasons vikingaskepp "Ormen Långe" ha byggts här på 900-talet, vilket forskarna idag avfärdar som enbart en saga. Den första uppgiften om båtbyggeri kommer från 1200-talet, då den norske kungen Håkon Håkonsson lät bygga sig ett krigsfartyg ej långt från platsen.
I Kungsviken har tidigare funnits en lång rad båtbyggare, som Gösta Johanssons varv, Harry Hallbergs varv, Einar Karlssons varv, Christoph Rassys varv och Najadvarvet. Kvar idag finns Malö Yachts, som också driver Sweden Yachts.

## Bilder

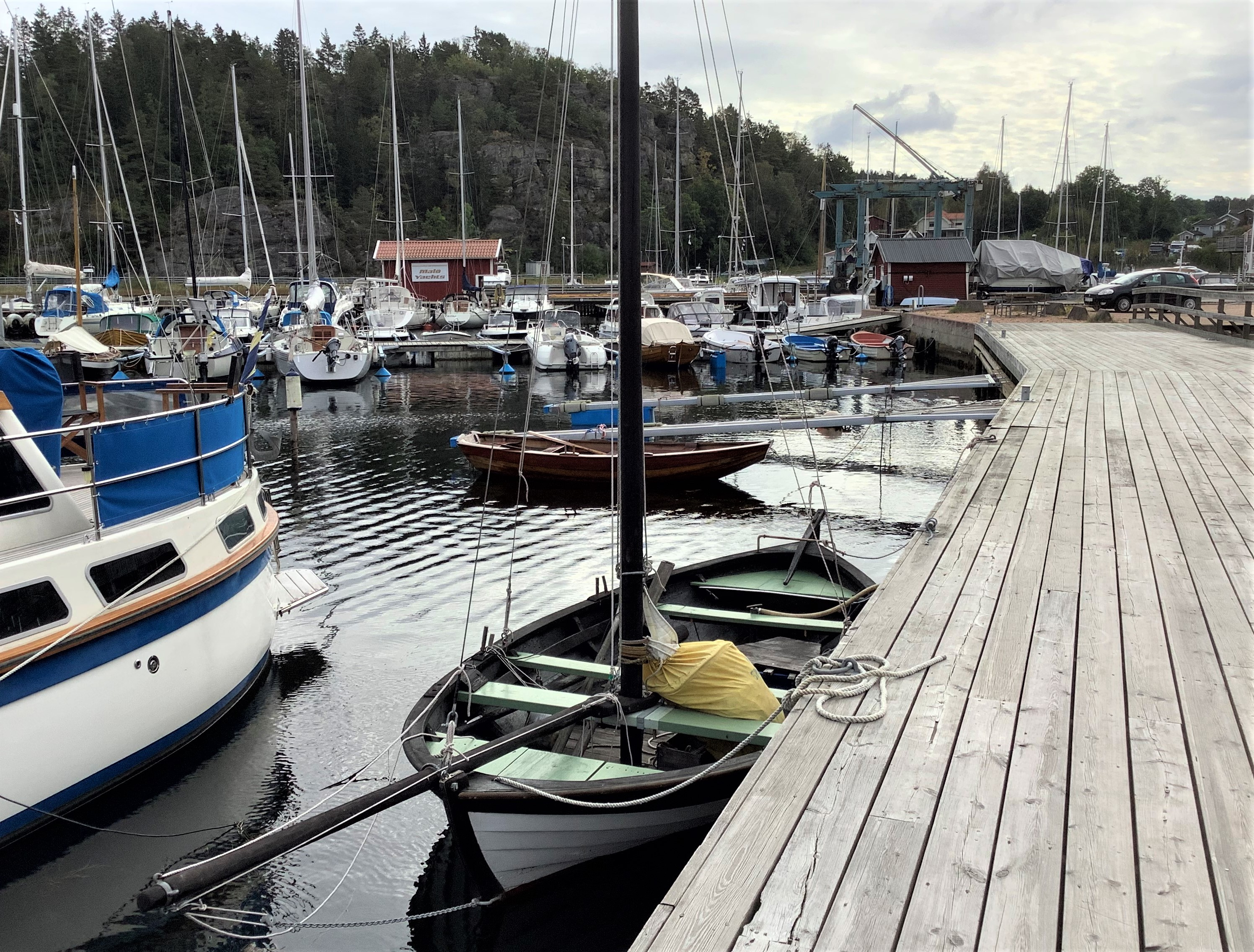
Marinan i Kungsviken.
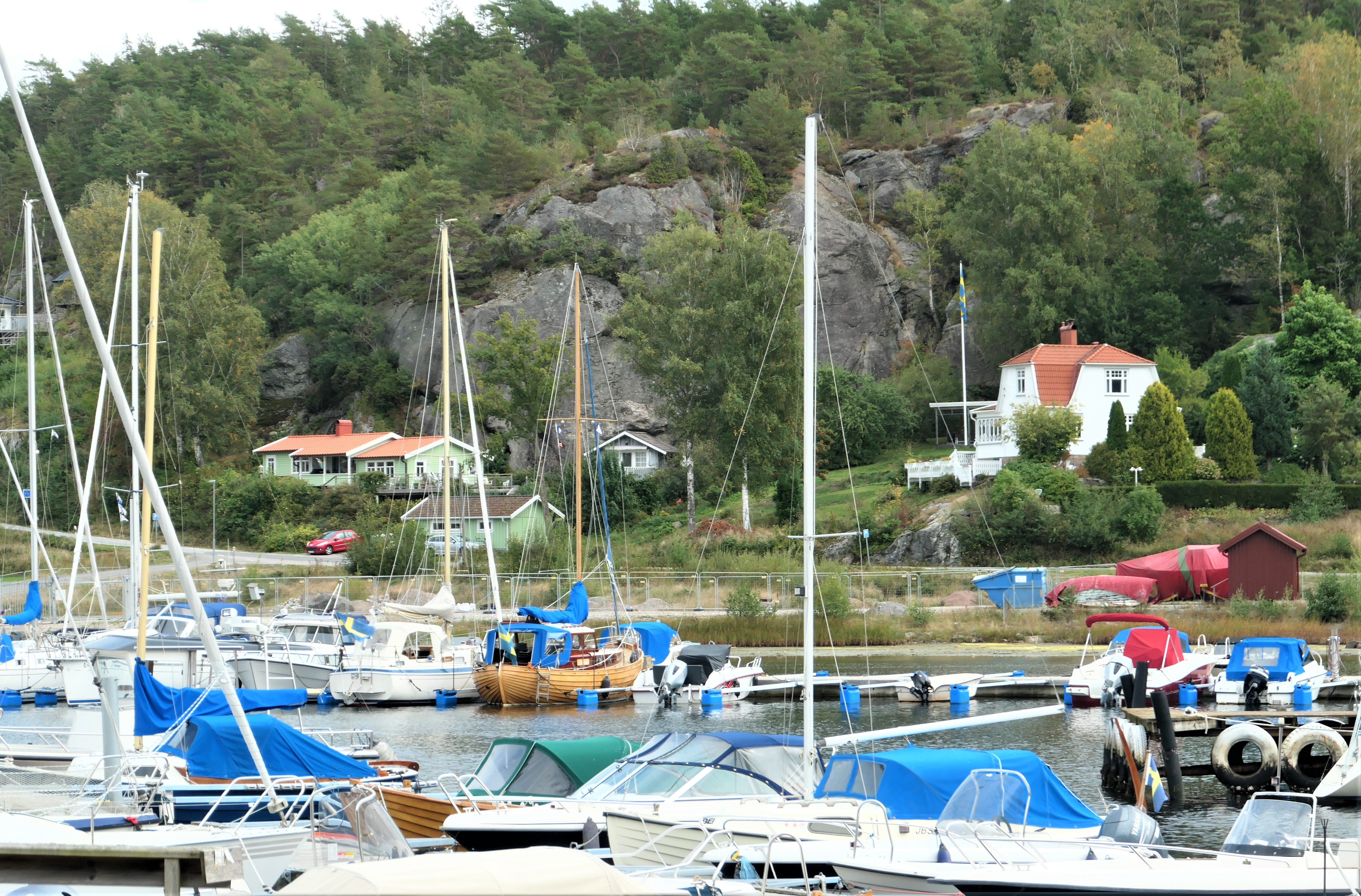
Bebyggelse vid hamnen.
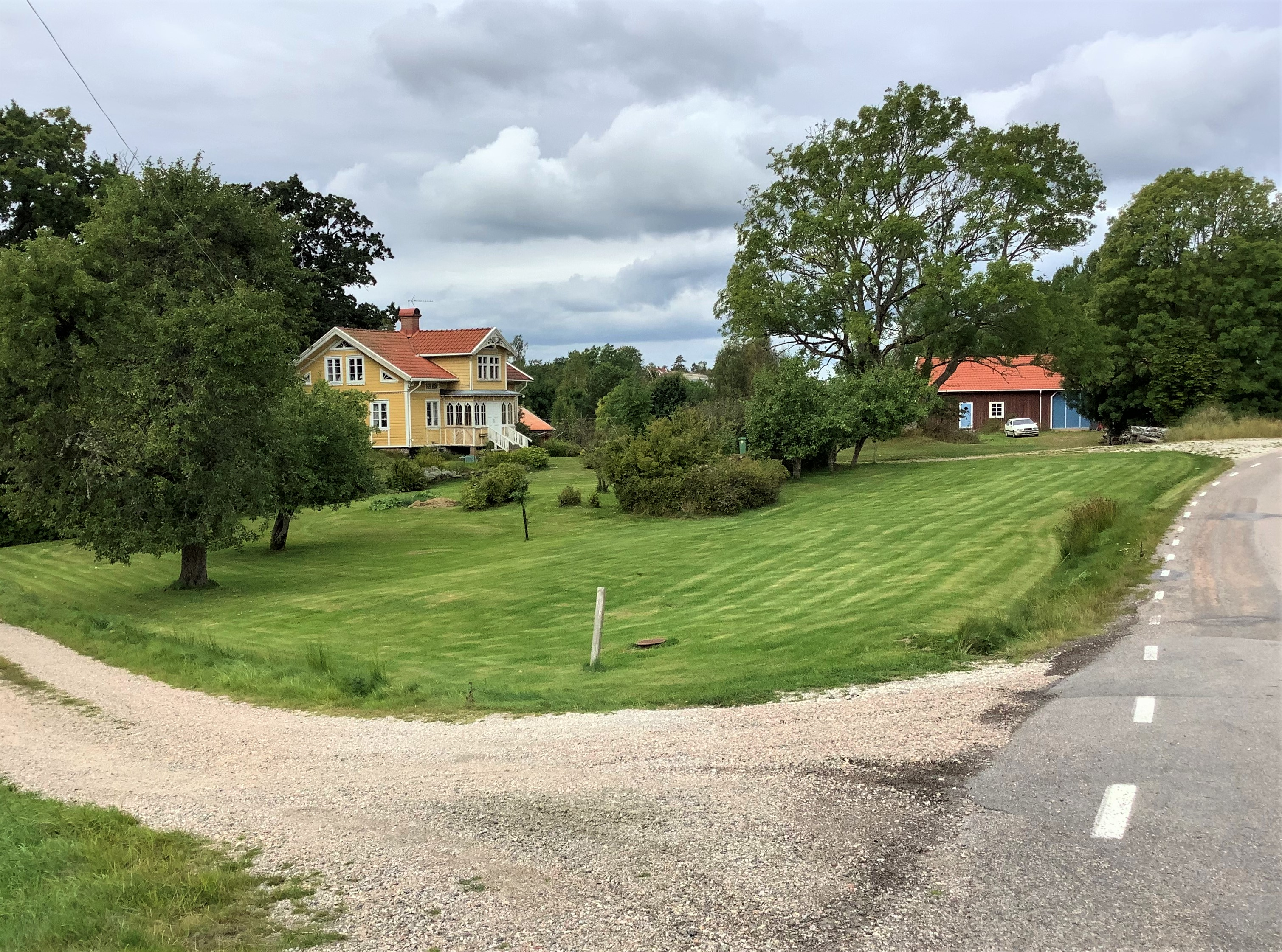
Småhus i området.
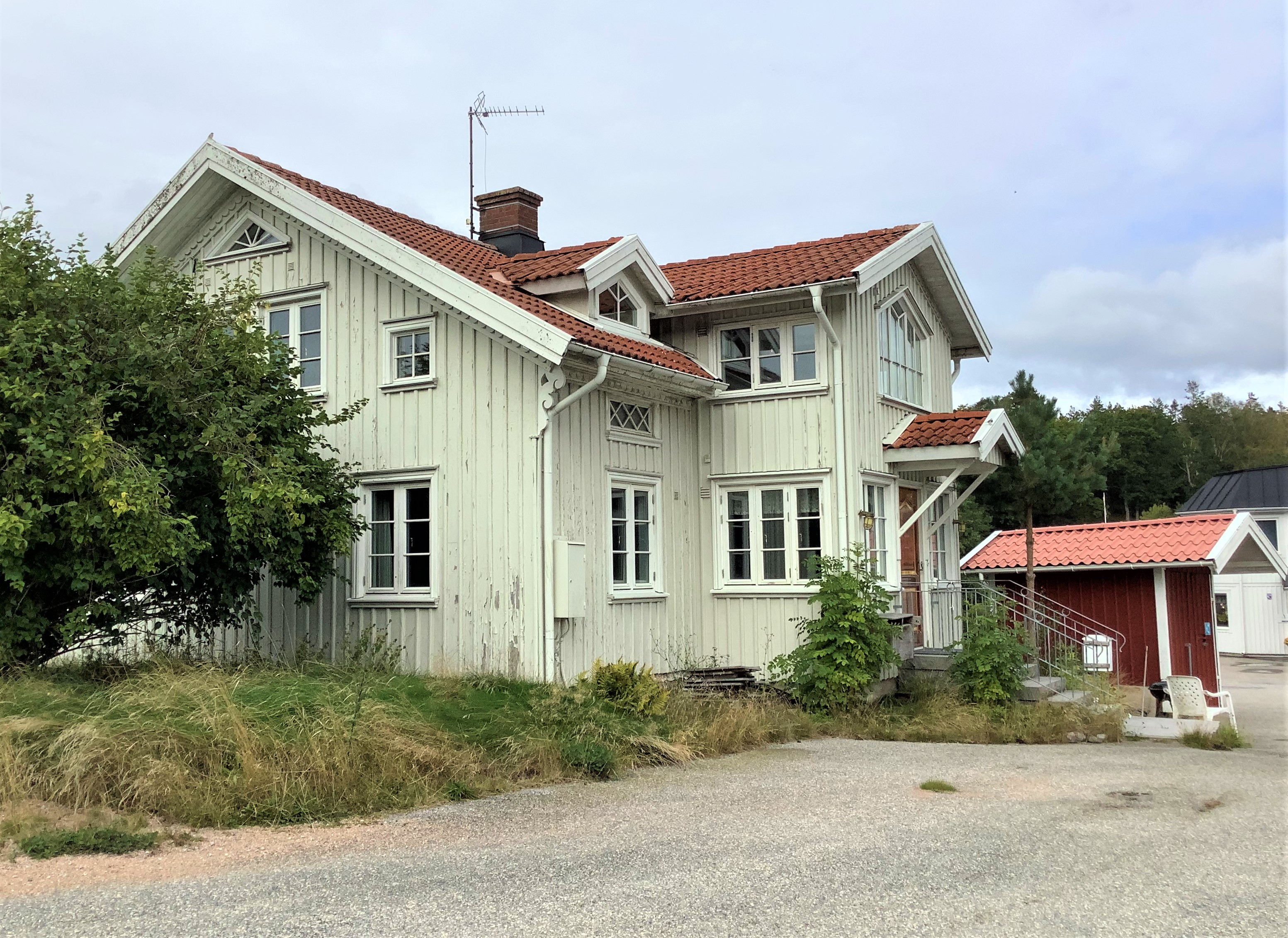
Småhus i området.